# Centrope

Das Centrope-Logo symbolisiert mit einander überschneidenden Farbflächen die Beiträge vier zentraleuropäischer Staaten zu dieser Europaregion.

Centrope wird aus Gebieten gebildet, die zu beiden Seiten der Nord- und der Ostgrenze Österreichs liegen.

Centrope ist der Name einer Europaregion, die (im Uhrzeigersinn) aus dem tschechischen Kreis Südmähren, den slowakischen Landschaftsverbänden Bratislava (Pressburg) und Trnava (Tyrnau), den westungarischen Komitaten Győr-Moson-Sopron (Raab-Wieselburg-Ödenburg) und Vas (Eisenburg) und den österreichischen Bundesländern Burgenland, Niederösterreich und Wien besteht. Weiters sind die Städte Brno (Brünn), Bratislava, Trnava, Győr, Sopron, Szombathely, Eisenstadt und St. Pölten direkt Mitglied der Centrope-Gremien. Auf Basis der Erklärung von Kittsee 2003 arbeiten sie gemeinsam am Aufbau der Europaregion im Vierländereck.

## Geschichte
Die „zentrale Europaregion“ (central europe) wurde 2003 mit den Vereinbarungen von Kittsee, einem österreichischen Dorf nahe der slowakischen Hauptstadt und der ungarischen Grenze, gegründet. Sie umfasst auf rund 54.500 km² mehr als 7,2 Millionen Einwohner. Ihre Gründung bezweckt die Entwicklung des Gebiets zu einem der stärksten Wirtschaftsräume Europas.
Konkretes Ziel der Regionsbildung ist die Zusammenarbeit in Wirtschaft, Infrastruktur, Bildung und Kultur. Angestrebt werden gemeinsame Werbung im Tourismusbereich und gemeinsames Lobbying.
Das Regionsgebiet, damals in der österreichisch-ungarischen Monarchie gelegen, war schon vor dem Ersten Weltkrieg ein wesentliches Kultur-, Verkehrs- und Industriezentrum in Europa. Insbesondere durch das Entstehen des Ostblocks nach dem Zweiten Weltkrieg, der gegenüber Österreich mit dem Eisernen Vorhang gesichert wurde, gingen die Synergien der einzelnen Teile der Region für Jahrzehnte verloren. Sie sollen nun, da sich das gesamte Regionsgebiet seit 2004 in der Europäischen Union und seit Dezember 2007 in der im Inneren grenzkontrollfreien Schengenzone befindet, neu aufgebaut werden.
In einer ersten Phase wurden bis 2007 Pilotprojekte durchgeführt. Anschließend wurden Kooperationsstrukturen auf politischer und administrativer Ebene geschaffen, die eine durchgängige Zusammenarbeit aller Partnerstädte und Partnerregionen auf gleicher Augenhöhe ermöglichen.
Am 25. Oktober 2012 beschlossen die Landeshauptleute und Bürgermeister in Pamhagen die „Strategie Centrope 2013+“. Durch sie soll eine dauerhafte Zusammenarbeit mit regelmäßiger politischer Abstimmung garantiert werden. Ein gemeinsames Mobilitätsmanagement soll erarbeitet und unterschiedliche Aspekte fokussiert werden: Unter Leitung der tschechischen Partner soll eine „Wissensregion“ entstehen, während die slowakischen Partner die Tourismus-Agenden koordinieren und die österreichischen sich auf Verkehr und Infrastruktur konzentrieren.
Ein Bericht der OECD attestiert der transnationalen Lenkung der Region Schwäche aufgrund der unterschiedlichen Möglichkeiten der Partner, Projekte zu führen und zu finanzieren.

## Projekte

### Bildung und Kultur
Das vom Stadtschulrat für Wien 2009 mit Partnern aus den Regionen Südmähren, Bratislava und Győr-Moson-Sopron ins Leben gerufene Projekt edTWIN richtet sich vor allem an Schüler, Lehrer und Bildungsfachleute. Es soll das Erlernen der jeweils anderen in Centrope gesprochenen Sprachen fördern und somit auf das Leben und Arbeiten in Centrope vorbereiten.
Für Kulturinteressierte wird in Wien die Zeitschrift K2-kultur in centrope herausgegeben.
Mit Centrope TT existiert ein Zusammenschluss von Wirtschafts- und Wissenschaftseinrichtungen der Region, um Innovation und Technologietransfer zu fördern.

### Wirtschaft
Das wirtschaftliche Kerngebiet von Centrope sind die Zwillingsstädte Wien und Bratislava mit ihrer hohen Bildungs- und Ausbildungskompetenz sowie der Konzentration von Forschungsinstitutionen. In unmittelbarer Umgebung Bratislavas befinden sich die slowakischen Automobilproduktionsstätten, in der Nähe das westungarische Metallzentrum Győr und die Zulieferindustrie Ostösterreichs. Zur Diversifizierung der Region trägt der entstehende IT-Sektor sowie der niederösterreichische Holzcluster bei.
Das Projekt TwinEntepreneurs fördert grenzübergreifende Start-Ups.
In den letzten Jahren siedelten sich zudem hunderte Firmen aus anderen Ländern in der Region Wien-Bratislava an, die von hier aus den gesamten mittel- und osteuropäischen Raum bedienen.
Im Tourismusbereich weist Centrope seine Thermentradition sowie umfassende Wellnessangebote auf. Das Kulturangebot ist vielseitig und soll über die Webseiten mycentrope.com und tourcentrope.eu gemeinsam vermarktet werden. Mit der MyCentrope-Karte erhält man Rabatte bei verschiedenen touristischen Angeboten.

### Infrastruktur
Bedingt durch den Eisernen Vorhang waren viele Verkehrswege in der Region fast 50 Jahre lang unterbrochen oder in ihrer Nutzung stark eingeschränkt. Seit dem Jahr 2000 wird wieder massiv in den Infrastrukturausbau der Region investiert.
So wurde der Zugverkehr zwischen Wien und Pressburg auf beiden Strecken – nördlich der Donau über den Marchegger Ast, südlich der Donau über die Ostbahn-Nebenstrecke von Parndorf nach Bratislava Petržalka – stark intensiviert. Der Twin City Liner verbindet die beiden Städte dreimal pro Tag auf der Donau. Über die von Wien vorgeschlagene Zusammenarbeit der beiden Flughäfen wird seit Jahren diskutiert.
Der grenzüberschreitende Verkehr zwischen Südmähren und dem niederösterreichischen Weinviertel wurde ebenfalls verstärkt. Im Raum Burgenland-Westungarn ist die Raab-Oedenburg-Ebenfurter Eisenbahn, eine Privatbahn im Besitz Ungarns und Österreichs, aktiv. Lokale grenzüberschreitende Straßenverbindungen wurden seit der Auflassung der Grenzkontrollen reaktiviert bzw. ausgebaut. Die Nordost Autobahn verbindet seit 2007 Bratislava mit dem Nordburgenland und in weiterer Folge Wien. Im Weinviertel wird an der Nordautobahn (A5) von Wien Richtung Brünn gebaut, obwohl der Weiterbau auf tschechischer Seite noch ungeklärt ist.
2012 wurde unter dem Namen Fahrradbrücke der Freiheit eine über die March führende Verbindung von Devínska Nová Ves (Theben-Neudorf) zum Schloss Hof im Marchfeld eröffnet. Die Brücke wurde großteils von der EU finanziert.

## Die Zwillingsstädte als Tor nach Asien?
Die Zwillingsstädte Wien und Bratislava wollen sich durch den Ausbau von Schienen- und Wasserwegen als Europas Tor nach Asien entwickeln. So gibt es zum Beispiel Bestrebungen, die breitspurige Transsibirische Eisenbahn nach Bratislava und Wien zu verlängern und mit dem Wasserverkehrsweg Donau bzw. der Straße zu verbinden.
In Russland wird bereits intensiv über die Aktivierung der transsibirischen Eisenbahn nachgedacht. In einem Versuch bewältigte ein Containerzug aus Japan die 10.500 km lange Strecke in neun Tagen. Bei einem Ausbau auf 120 km/h könnte die Strecke in dreieinhalb Tagen bewältigt werden. Ein für diese Strecke vergleichbarer Seetransport nimmt drei Wochen in Anspruch.
Eine ähnliche Zeitersparnis würde sich ergeben, wenn Containerschiffe aus Asien mit Fracht für Centrope nicht mehr in Rotterdam oder Hamburg entladen werden müssten, sondern die Container in Rijeka in Kroatien (Weitertransport per Bahn) oder im Schwarzen Meer in Constanța, Rumänien (Weitertransport mit Donauschiffen), umgeladen werden könnten. Da zwischen Rotterdam, Wien und Pressburg Niedrigwasser oft ein Schifffahrtshindernis bildet, würde die Zulieferung über den östlichen Teil der Donau die Fahrzeit zu den Twin Cities um einige Tage verkürzen.

## Centrope-Preis
Der „Centrope-Stiftungspreis“ wurde 2003 von der Stadt Wien und der Raiffeisenlandesbank Niederösterreich-Wien zusammen mit den Botschaften der drei Nachbarländer Tschechische Republik, Slowakei und Ungarn gegründet. Er wird für herausragende, grenzüberschreitende und völkerverbindende Leistungen in der Großraumregion Mitteleuropa vergeben und ist mit 10.000 Euro dotiert. Er wird seit 2007 verliehen.
- 2007 war der erste mit diesem Preis Ausgezeichnete der Bürgermeister Gerhard Schödinger aus Wolfsthal, einer österreichischen Nachbargemeinde der slowakischen Hauptstadt Bratislava, in der sich in den letzten Jahren Pressburger „Häuslbauer“ in neu errichteten Einfamilienhäusern angesiedelt haben.

- 2008 wurden der Bürgermeister des am Grenzfluss March gelegenen slowakischen Záhorská Ves, Boris Šimkovič, und der Bürgermeister der Stadt Bük in Ungarn, Lajos Horváth, für ihr grenzübergreifendes Engagement in der Region ausgezeichnet.

- 2009 wurde der Preis dem Wiener Medienunternehmer und Verlagsdirektor Eduard Harant verliehen, der maßgeblich an der Errichtung des Karl-Renner-Hauses, eines Hauses der Begegnung, beteiligt war, das im mährischen Dolní Dunajovice (Unter-Tannowitz) nahe der österreichischen Grenze errichtet wurde.[5]

- 2010 erhielt den Preis Hannes Brauner, ein Österreicher mit Wurzeln in allen Centrope-Staaten, für seine in Wien durchgeführte Veranstaltungsserie „Zukunftsbezirk Donaustadt“ und andere von ihm in den Städten der Centrope-Region initiierte Veranstaltungen.[6]

- 2011 erhielt den Preis der Kindergarten- und Volksschuldirektor Petr Kotyza, der seit 2005 Aufenthalte von Schwechater jugendlichen Sportlern in Mähren ermöglicht und sich auch bei finanziell schwächer versorgten Kindern um diese Besuche in Tschechien bemüht.[7]

- 2012 erhielt den Preis der slowakische Tenor und Kammersänger der Wiener Staatsoper Peter Dvorský, der den Kinder-Songwettbewerb „Slávik Slovenska“ (Nachtigall der Slowakei) als grenzüberschreitenden Bewerb internationalisierte, sodass bereits auch Veranstaltungen in Kanada stattfinden.[8]

- 2013 wurde der Preis an Nika Brettschneider und Ludvik Kavin, Leiterin und Leiter des Wiener Theaters Brett, verliehen. Das Theater verschreibt sich der gegenseitigen Kommunikation und kreativen Zusammenarbeit mit den zentraleuropäischen Nachbarländern Österreichs.[9]

- 2014 wurde Agnes Katona, Präsidentin des Vereins „Kulturplattform Internationale Donauphilharmonie“ mit dem Preis ausgezeichnet. In der Begründung heißt es, sie habe mit dem „mitteleuropäischen, multinationalen Orchester ein geistiges und kulturelles Netzwerk in der Region“ geschaffen.[10]

- 2015 wurde der Verein Rote Nasen Clowndoctors mit seiner Gründerin Monica Culen mit dem Preis ausgezeichnet.[11][12]

- 2016 erhielt András Smuk  den Preis. Der Preisträger kam 1956 als zehnjähriger Bub nach Österreich und engagiert sich seit den 1970er-Jahren in verschiedenen Vereinen für in Österreich lebende Ungarn.[13]